# Mazda CX-7
La Mazda CX-7 è un'autovettura classificata come SUV prodotta dalla casa automobilistica giapponese Mazda dal 2006 al 2012. 

## Storia e profilo
La vettura ha debuttato in pubblico nel mese di gennaio, al Salone dell'automobile di Los Angeles. È prodotta nello stabilimento di Hiroshima dal 20 febbraio 2006.
Il pianale che funge da base è il medesimo della Ford Mondeo seconda serie e Mazda 6 prima serie con sospensioni anteriori a Quadrilatero alti deformabili e posteriori a bracci multipli (Multilink). Il cambio è un manuale a 6 rapporti mentre per le versioni destinate ai mercati americani è disponibile una trasmissione automatica a 5 rapporti. La trazione è integrale permanente mentre una versione con sole le due ruote motrici anteriori non viene importata. Condivide il propulsore a benzina con la Mazda 3 e la Mazda 6 MPS, ossia il 2,3 MZR 16v Turbo iniezione diretta da 260 CV.
Nel 2009 è stata presentata la versione ristilizzata dotata di un frontale rinnovato grazie all'adozione di nuovi proiettori con tecnologia luminosa a Led e interni disponibili in inedite colorazioni.

### Fine produzione ed erede
Nel 2012 ne è termina ufficialmente la produzione. La vettura che ne ha preso il posto nei listini Mazda, seppur appartenente ad una categoria inferiore e pertanto, è la Mazda CX-5.
In Italia la commercializzazione termina a fine 2013, ossia quando finirono le scorte.

## Riepilogo versioni
| Modello        | Tipo    | Potenza (kW/CV) | cilindrata (cm³) | Accelerazione 0-100 Km/h (s) | Velocità max (Km/h) | Consumo combinato (l/100 Km) | Cambio  |
| -------------- | ------- | --------------- | ---------------- | ---------------------------- | ------------------- | ---------------------------- | ------- |
| 2.3 MZR T DISI | Benzina | 191/260         | 2.261            | 8,0                          | 240 (autolimitata)  | 10,2                         | Manuale |
| 2.2 MZR-CD     | Diesel  | 127/173         | 2.184            | 11,3                         | 200                 | 7,2                          | Manuale |